# Eli Balas
Eli Balas (...) è un giocatore di poker statunitense.

## Biografia
Eli Balas ha vinto 3 braccialetti WSOP ed ha chiuso per cinque volte al secondo posto negli eventi preliminari WSOP.
Al gennaio 2012, le sue vincite superano i $1.300.000 dollari, dei quali $1.148.041 provenienti esclusivamente dalle World Series of Poker.

## Braccialetti WSOP
| Anno | Torneo               | Premio   |
| ---- | -------------------- | -------- |
| 1992 | $1.500 Omaha hi-lo   | $122.400 |
| 1999 | $5.000 Limit Hold'em | $220.000 |
| 2004 | $2.500 Limit Hold'em | $174.440 |